# 溫斯頓-撒冷
温斯顿-塞勒姆（英語：Winston-Salem），简称温莎，是美国北卡罗来纳州的一座城市。2020年人口普查统计共有人口24万9,545人；2023年預估成长至25万2,9975人，是北卡福赛县的县治和最大的城市，也是北卡州的第四大城。
温斯顿-塞勒姆是皮耶德蒙特三角地區最显著的中心城市，也是该地区最大的办公楼——美聯銀行中心的所在地。由于烟草是本地的核心产业，所以也被称为「骆驼城」（源自駱駝牌香菸）。目前最大的雇主是威克森林大学医学中心，超过1万人。

## 高等教育
威克森林大学是本地著名的私立大學，全美排名在25到30名左右（2021年度），拥有本科、商学院、法学院、医学院等。溫斯頓-塞勒姆州立大學是著名的公立黑人大學。北卡罗来纳艺术学院則是最早的公立艺术专业学校，拥有音乐、戏剧、电影制作、舞蹈和艺术设计的专业，进行高中部到本科及研究生教育。

## 姊妹城市
- 利比里亚 布坎南
- 巴哈马 自由港
- 巴哈馬 拿騷
- 库马西
- 摩尔多瓦 溫蓋尼
- 中国 上海市杨浦区